# Лешмір
Лешмір (рум. Leșmir) — село у повіті Селаж в Румунії. Входить до складу комуни Марка.
Село розташоване на відстані 415 км на північний захід від Бухареста, 36 км на захід від Залеу, 94 км на північний захід від Клуж-Напоки.

## Населення
За даними перепису населення 2002 року у селі проживали 475 осіб.
Національний склад населення села:
| Національність | Кількість осіб | Відсоток |
| -------------- | -------------- | -------- |
| угорці         | 373            | 78,5%    |
| румуни         | 79             | 16,6%    |
| цигани         | 22             | 4,6%     |

Рідною мовою назвали:
| Мова      | Кількість осіб | Відсоток |
| --------- | -------------- | -------- |
| угорська  | 384            | 80,8%    |
| румунська | 84             | 17,7%    |
| циганська | 6              | 1,3%     |